# Privatpraxis
Privatpraxen werden von niedergelassenen Ärzten, Zahnärzten, oder Psychotherapeuten geführt, die keinen Vertrag mit Versicherern der Gesetzlichen Krankenversicherung (GKV), also keine Kassenzulassung besitzen. Die Leistungen dieser Praxen werden deswegen von den gesetzlichen Krankenkassen nur in Ausnahmefällen (z. B. unabweisbare Notfälle) erstattet. Da Privatärzte, Privatpsychotherapeuten und Privatzahnärzte keine Kassenverträge besitzen, sind nur das Arzt-Patienten-Verhältnis, die berufsrechtlichen Vorschriften der Ärztekammern, Psychotherapeutenkammern bzw. Zahnärztekammern und in Deutschland die Regelungen der Gebührenordnung für Ärzte (GOÄ), der Gebührenordnung für Psychotherapeuten (GOP) bzw. Gebührenordnung für Zahnärzte (GOZ) bestimmend.
Privatpraxen sind in Gebieten mit hoher Arzt- oder Psychotherapeutendichte verbreitet, in denen Zulassungsbeschränkungen bestehen. Bis zur Aufhebung der Altersgrenze von 68 Jahren für Vertragsärzte, Vertragspsychotherapeuten und Vertragszahnärzte im Jahr 2008 war das Führen einer Privatpraxis für Ärzte, Zahnärzte und Psychotherapeuten eine Möglichkeit, ihre Tätigkeit fortzusetzen. Ein Grund für die Niederlassung in einer Privatpraxis ist die Möglichkeit einer freieren ärztlichen bzw. psychotherapeutischen Tätigkeit, die nicht an die Vorschriften der gesetzlichen Krankenkassen gebunden ist.
2004 waren von den 126.000 niedergelassenen Ärzten in Deutschland ca. 7500 rein privatärztlich tätig, von den etwa 65.000 niedergelassenen Zahnärzten etwa 500, von den zirka 25.000 niedergelassenen Psychotherapeuten rund 2000.